# Hipoterapia

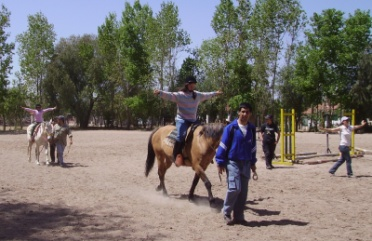

A  hipoterapia (hip, do grego híppos, ou, «cavalo» e terapia, também do grego therapeía, «cuidado, atendimento»), equiterapia ou equoterapia é o método terapêutico e educacional que utiliza os andamentos do cavalo, com o objectivo de desenvolvimento psicossocial recurso para crianças e indivíduos com necessidades educativas especiais, entre eles deficientes físicos, atraso mental, autismo, entre muitas outras patologias.
No cavalo são produzidos movimentos tridimensionais (para cima e para baixo, para a esquerda e para a direita, para a frente e para trás), similares aos padrões do movimento humano, este paralelismo favorece a construção da percepção deste movimento. O que posteriormente se traduz em benefícios a nível do sistema vestibular, controlo de movimento, consciência do espaço, dos tempos e muitas outras habilidades. 
Na Hipoterapia, consoante o nível e o controlo do paciente com o cavalo, pode-se trabalhar num picadeiro ao ar livre ou coberto.